# Ronde van Limburg 2017
Il Ronde van Limburg 2017, sessantaseiesima edizione della corsa, valevole come evento dell'UCI Europe Tour 2017 categoria 1.1, si svolse l'11 giugno 2017 su un percorso di 200 km, con partenza e arrivo a Tongeren, in Belgio. La vittoria fu appannaggio del belga Wout Van Aert, che completò il percorso in 4h 44' 40" alla media di 42,155 km/h, precedendo il francese Dorian Godon e il connazionale Gianni Vermeersch.
Al traguardo di Tongeren furono 85 i ciclisti, dei 148 alla partenza, che portarono a termine la competizione.

## Squadre e corridori partecipanti
| N.      | Cod. | Squadra                          |
| ------- | ---- | -------------------------------- |
| 1-8     | WGG  | Wanty-Groupe Gobert              |
| 11-18   | COF  | Cofidis, Solutions Crédits       |
| 21-28   | VWC  | Veranda's Willems-Crelan         |
| 31-38   | SVB  | Sport Vlaanderen-Baloise         |
| 41-48   | WVA  | WB Veranclassic Aquality Protect |
| 51-58   | RNL  | Roompot-Nederlandse Loterij      |
| 61-67   | BEC  | Beobank-Corendon                 |
| 71-78   | PSV  | Pauwels Sauzen-Vastgoedservice   |
| 81-88   | TFL  | Telenet-Fidea Lions              |
| 91-98   | ERC  | ERA-Circus                       |
| 101-108 | CIB  | Cibel-Cebon                      |

| N.      | Cod. | Squadra                        |
| ------- | ---- | ------------------------------ |
| 111-118 | TIS  | Tarteletto-Isorex              |
| 121-128 | ADT  | Armée de Terre                 |
| 131-137 | MET  | Metec-TKH Continental Cycling  |
| 142-148 | BDC  | Baby-Dump Cyclingteam          |
| 151-156 | DCR  | Delta Cycling Rotterdam        |
| 161-167 | SKT  | An Post Chain Reaction         |
| 171-178 | CCD  | Team Differdange-Losch         |
| 181-187 | MCT  | Monkey Town Continental Team   |
| 191-197 | PCW  | T.Palm Pôle Continental Wallon |
| 201-208 | STF  | Start Vaxes Cycling Team       |

## Ordine d'arrivo (Top 10)
| Pos. | Corridore           | Squadra      | Tempo    |
| ---- | ------------------- | ------------ | -------- |
| 1    | Wout Van Aert       | Veranda's    | 4h44'40" |
| 2    | Dorian Godon        | Cofidis      | s.t.     |
| 3    | Gianni Vermeersch   | Beobank      | s.t.     |
| 4    | Benjamin Thomas     | Armée de Te. | s.t.     |
| 5    | Etienne van Empel   | Roompot      | a 6"     |
| 6    | Joeri Stallaert     | Cibel        | a 13"    |
| 7    | Lars van der Haar   | Telenet      | s.t.     |
| 8    | Michael Van Staeyen | Cofidis      | s.t.     |
| 9    | Steven Tronet       | Armée de Te. | s.t.     |
| 10   | Mark McNally        | Wanty        | s.t.     |